# Țițești
Țițești – wieś w Rumunii, w okręgu Ardżesz, w gminie Țițești. W 2011 roku liczyła 1531 mieszkańców.